# Gerazmach
Gerazmach (amharisch ግራዝማች grazmač, auch Garazmach) war ein militärischer Titel am Hof des Negus Negest (Kaisers) von Äthiopien und bedeutet sinngemäß „Befehlshaber des linken Flügels (der kaiserlichen Truppen)“. Dieser Titel gehört zu den ältesten militärischen Rängen in Äthiopien und wurde von einem der wichtigsten Heerführer des Kaisers geführt. Im Laufe der Jahrhunderte sank die Bedeutung dieses Titels und er gehörte dann zu den niedrigsten militärischen Titeln. Der Titel des Gerazmach konnte in dieser Zeit auch von Verwaltern einiger Gebiete Äthiopiens verliehen werden.